# John Goldmark
John E. Goldmark (Scarsdale, 7 de octubre de 1917-Seattle, 31 de octubre de 1979) fue un político estadounidense del estado de Washington. Se desempeñó como demócrata en la Cámara de Representantes de Washington entre 1956 y 1962, tiempo durante el cual fue presidente del comité de medios y arbitrios.
En 1962, presentó un caso por difamación contra el exlegislador Albert F. Canwell y varias otras partes por una serie de editoriales escritos sobre él y su esposa en periódicos locales, alegando que simpatizaban con el Partido Comunista. Ganó el caso y recibió $ 40 000 en daños, pero el laudo fue anulado luego de la decisión de la Corte Suprema en New York Times contra Sullivan.

## Primeros años de vida
Goldmark nació el 7 de octubre de 1917 en Scarsdale, Nueva York. Era el único hijo de Charles J. Goldmark, un ingeniero eléctrico de ascendencia judía austríaca, y Ruth Ingersoll, una académica de literatura inglesa. Su tío era Louis Brandeis, un juez asociado de la Corte Suprema, y su madre era descendiente del predicador del siglo XVIII Jonathan Edwards. Su madre murió poco después de su nacimiento y Goldmark creció fuera de la ciudad de Nueva York, asistiendo a varios internados cuáqueros. Se graduó de Haverford College, donde fue el primero de su clase, y de la Escuela de Derecho Harvard en 1941, donde fue miembro de la revisión de leyes.

## Carrera temprana
Goldmark tenía la intención de trabajar en el servicio público, pero cuando comenzó la Segunda Guerra Mundial, solicitó una comisión con la Armada de los Estados Unidos y, mientras tanto, se mudó a Washington D. C., para trabajar en la Oficina de Administración de Precios en 1941. Mientras trabajaba allí, conoció a su futura esposa Irma «Sally» Ringe, que estaba trabajando en el New Deal, y la pareja se enamoró. En el momento de su noviazgo, ella había sido miembro del Partido Comunista de los Estados Unidos desde 1935, pagaba cuotas y asistía a grupos de estudio, pero Goldmark era reacio a la organización y luego afirmó que renunció a su membresía en 1943, un año después de casarse. Fue convocado por la Armada durante el verano de 1942 como aprendiz de marinero, y realizó un entrenamiento de oficial antes de ser comisionado con el rango de alférez en diciembre. Mientras estaba de regreso en D. C. para recibir capacitación en desactivación de bombas, se casó con Ringe y la pareja tuvo su primer hijo, Charles, en enero de 1944. Unos días más tarde, Goldmark fue enviado a Oceanía, donde trabajó en el desarme de bombas en Nueva Guinea y Australia. Fue adscrito al ejército para trabajar en el desarme de bombas y misiles durante la campaña para recuperar Filipinas.
Después de su baja después de la guerra en 1945, Goldmark y su familia se mudaron al oeste, donde creía que la gente estaba «menos retorcida en tradición, clase e inhibiciones». Se mudaron primero a White Salmon, Washington, donde trabajó para un horticultor y donde, en 1946, nació su segundo hijo, Peter. En la primavera del año siguiente, la familia se mudó al condado de Okanogan, donde Goldmark compró un rancho de trigo y ganado de 500 acres (202,3 ha) en la reserva india de Colville, 250 millas (402,3 km) al noroeste de Seattle. La familia encontró brevemente problemas con el pasado de Ringe: en 1949, dos agentes del FBI la interrogaron sobre sus experiencias en el Partido Comunista y en 1956, fue citada para testificar en una audiencia en Seattle del Comité de Actividades Antiestadounidenses (HUAC) de la Cámara de Representantes de los Estados Unidos, pero creían que esas preocupaciones habían quedado atrás. Goldmark se había unido a las reservas de la Armada como comandante y recibió autorización de máxima seguridad, incluso después de una entrevista en la que mencionó el pasado de su esposa. Se involucró en organizaciones comunitarias en Okanogan, incluyendo la Wheat Grower's Association. Sirvió en la Junta de Electrificación Rural en la década de 1950, donde impulsó la energía hidroeléctrica pública utilizando la presa Grand Coulee recientemente construida, ya que la electricidad estaba controlada por la Washington Water Power Company, que cobraba precios más altos que la mayoría de los agricultores podían pagar. Los partidarios de la represa fueron apodados «comunistas de Coulee» en ese momento.

## Carrera política

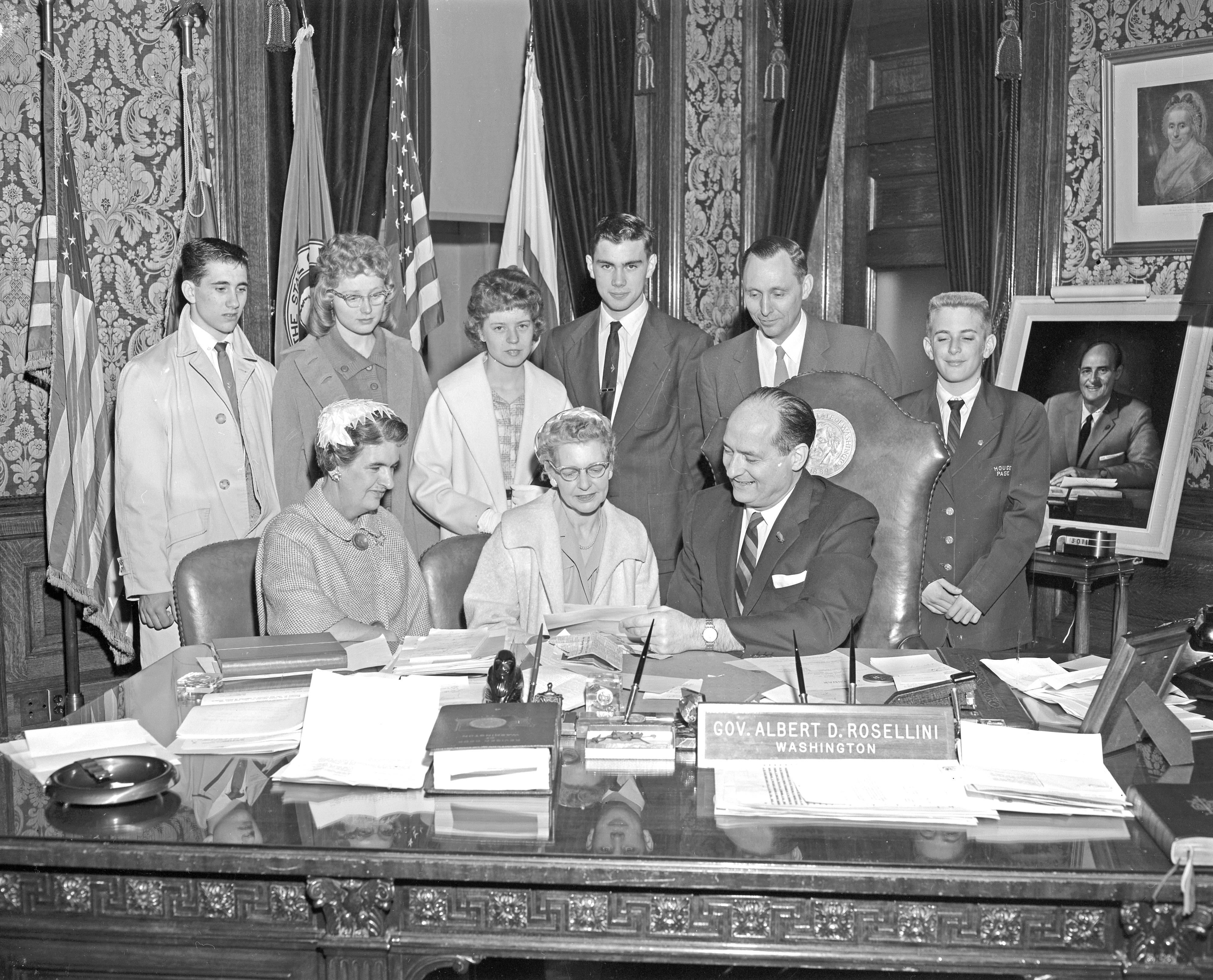
Goldmark con el gobernador Albert Rosellini y otros en 1961

Goldmark también participó activamente en la política demócrata; fundó una rama local de los Jóvenes Demócratas, fue elegido presidente de la organización estatal en 1951 y al año siguiente fue delegado de Adlai Stevenson en la Convención Nacional Demócrata de 1952. En las elecciones de 1956, se postuló con éxito para un escaño en la Cámara de Representantes de Washington. Era representante del 1.er distrito, un distrito demócrata rural que comprendía dos representantes y un senador estatal de los condados de Douglas y Okanogan, en reemplazo de Wilbur G. Hallauer, quien se había postulado para el Senado Estatal de Washington.
Goldmark había obtenido una licencia de piloto en 1949 y era conocido inicialmente por volar su avión a la capital del estado en Olympia. Sirvió un total de seis años en la legislatura, donde participó activamente en asuntos presupuestarios y fiscales y argumentó a favor de la energía eléctrica pública. Era conocido como un demócrata liberal que apoyó las mejoras viales, los parques públicos y las bibliotecas públicas. Apoyó a la Unión Estadounidense por las Libertades Civiles (ACLU por sus siglas en inglés), patrocinando un proyecto de ley que redactaron para proteger el debido proceso y el derecho a la libertad de expresión en los sindicatos en 1959, y se convirtió en miembro de su comité estatal. También alentó la creación de una comisión estatal de arte.
Goldmark fue reelegido tres veces para la legislatura, en 1956, 1958 y 1960, por un margen de tres a dos. Se postuló para ser presidente de la Cámara en 1960, pero se retiró de la carrera para apoyar a John L. O'Brien, quien lo nombró teniente de piso. El mismo año, fue orador principal en una reunión de campaña en Seattle para John F. Kennedy durante su campaña presidencial y fue delegado en la Convención Nacional Demócrata de 1960, nuevamente votando por Stevenson. Fue presidente del comité de medios y arbitrios de la Cámara, convirtiéndose en el demócrata de la Cámara más poderoso además del orador y del comité de presupuesto legislativo en 1961.

## Acusación de comunismo
Antes de las elecciones de 1962, el movimiento anticomunista había comenzado a crecer a nivel local, con la formación de la Liga Anticomunista del Condado de Okanogan en 1961, dirigida por Loris Gillespie, empresario y expresidente republicano del condado, y Don Caron, coordinador estatal de la John Birch Society, que se había convertido en una cause célèbre por dejar su trabajo en el Servicio Forestal de los Estados Unidos cuando le pidieron que dejara de publicar su columna anticomunista en el Okanogan Independent. Comenzaron a aparecer grupos de estudio en todo el condado para escuchar cintas de Fred Schwarz y Ronald Reagan y discutir la amenaza del comunismo. Un pastor local que predicaba en contra de las falsas afirmaciones del comunismo fue trasladado fuera del condado y los residentes locales comenzaron a protestar por la afiliación propuesta de la biblioteca local con la Biblioteca Regional North Central y películas como Inherit the Wind y Éxodo, temiendo que todos estos fueran signos del comunismo.

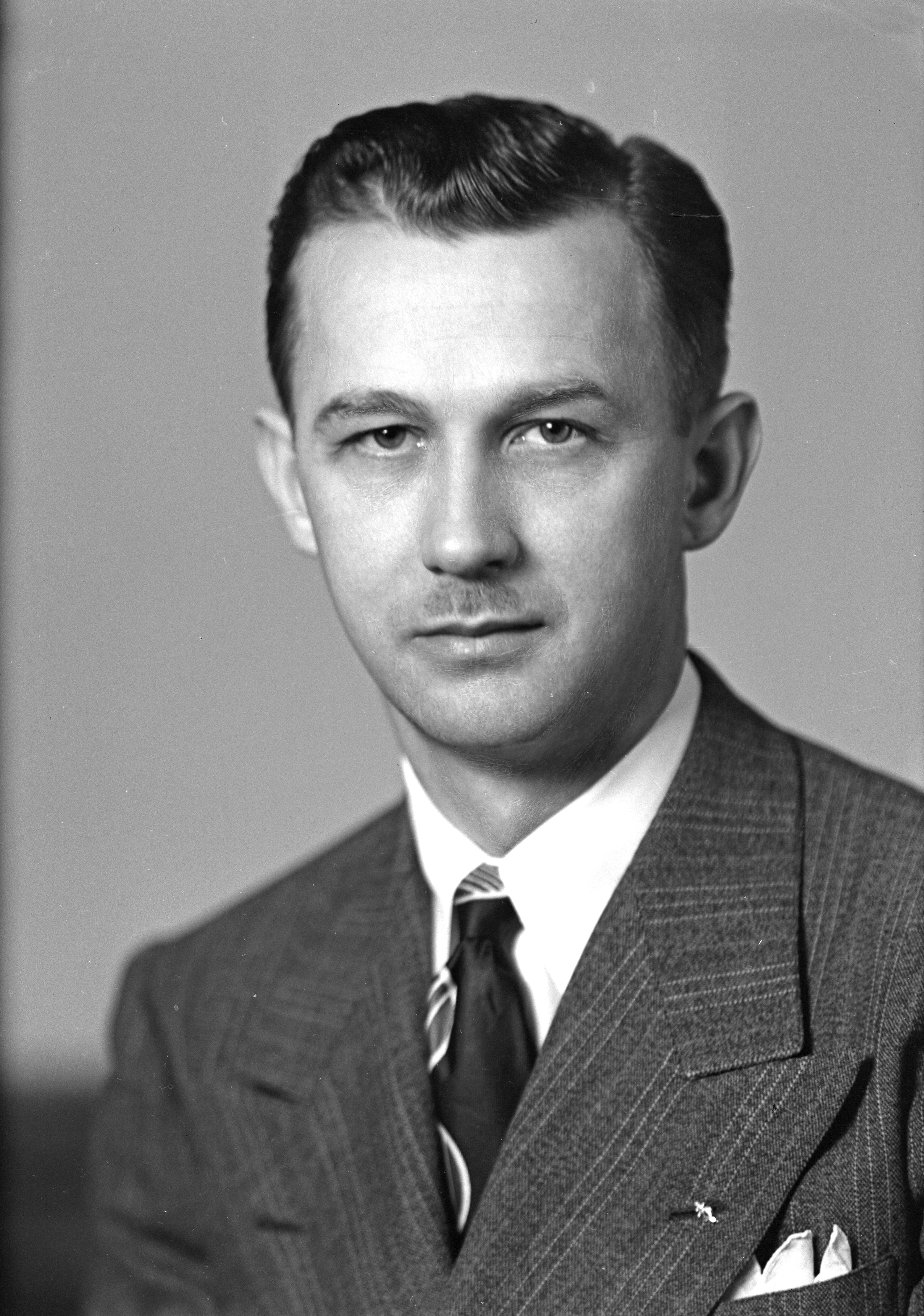
Albert F. Canwell en 1947.

Durante el último mandato de Goldmark, comenzaron a aparecer artículos sobre él en los periódicos locales. Hubo rumores previos de que era comunista durante sus campañas de reelección, pero siempre había tenido éxito en las elecciones. Después de la sesión legislativa de 1961, regresó a su rancho donde comenzó a escuchar nuevos rumores de que él y su esposa estaban afiliados al Partido Comunista. Los esfuerzos renovados fueron encabezados por Ashley Holden, exeditora de The Spokesman-Review y ferviente opositora del poder público, y Albert F. Canwell, exlegislador republicano y jefe del Comité de Actividades Antiestadounidenses del estado. Después de dejar el cargo, Canwell estableció el «Servicio de Inteligencia Estadounidense», a través del cual mantuvo archivos sobre figuras locales sospechosas de ser comunistas y publicó esta información en su boletín The Vigilante. En 1956, un empleado del HUAC le había dicho que Ringe era un exmiembro del Partido Comunista y, junto con Holden, publicó un artículo en enero de 1962 en su boletín sobre un legislador estatal casado con «Irma Mae Ringe», una excomunista que había estudiado con Victor Perlo, que alegó que su marido apoyaba al régimen comunista en China. Goldmark no fue nombrado, aunque algunas personas locales conocían el apellido de soltera de su esposa.
Cuando comenzó la campaña de las primarias en julio, comenzaron a aparecer artículos que nombraban a Goldmark, alegando que tenía la intención de derogar la Ley McCarran, que su esposa había conocido a Alger Hiss y que no saludaría la bandera estadounidense. Canwell distribuyó una entrevista en la que afirmó que Ringe había estado en el Partido Comunista hasta al menos 1948 y que Goldmark estaba afiliado a la ACLU, que según él era un frente comunista. El 23 de agosto de 1962, Canwell realizó un mitin en el salón local de la Legión Estadounidense, al que asistieron 150 personas. Él y Gillespie, el «presidente antisubversivo» de la organización, celebraron lo que describieron como una reunión apolítica. Canwell repitió sus acusaciones de que la ACLU era una organización comunista e insinuó que el Partido Comunista estaba chantajeando a Ringe para que redactara proyectos de ley liberales. Durante el evento, el senador estatal Hallauer subió al escenario y afirmó que la reunión era un ataque personal contra él y Goldmark. Lo sacaron del escenario porque, según afirmó más tarde, la multitud vitoreó que lo echaran. El evento fue resumido por Holden en el Tonasket Tribune, donde también escribió un editorial afirmando que Goldmark era «una herramienta de una conspiración monstruosa» y «el ídolo de los pinkos y los ultraliberales que infestan cada sesión de la legislatura».
Goldmark perdió por un margen de tres a uno en las primarias de septiembre, quedando en cuarto lugar entre cinco contendientes, y los demócratas Horace W. Bozarth y Joe Haussler finalmente fueron elegidos en las elecciones generales de 1962 para el primer distrito. En 1960, había recibido 4395 votos en las primarias, pero en 1962 recibió 2567 votos en comparación con los 6521 y 5568 votos recibidos por sus oponentes que salieron vencedores. Después de su derrota, Canwell describió su charla en el Legion Hall como «la bala que acertó a Goldmark» en su boletín.

## Caso de difamación
Goldmark y su esposa presentaron una demanda por $ 225 000 contra el Tonasket Tribune, Holden, Canwell, Gillespie y Caron. La pareja afirmó que fueron víctimas de difamación, ya que los acusados habían afirmado falsamente que eran miembros o simpatizantes del Partido Comunista. La Sociedad John Birch fue incluida inicialmente como acusada de cargos de conspiración, pero estos fueron desestimados antes de la audiencia en septiembre de 1963. El juez Theodore S. Turner presidió el juicio, que se llevó a cabo localmente, a partir del 4 de noviembre de 1963. Los acusados y su abogado, E. Glenn Harmon, afirmaron que Goldmark y su esposa aún eran comunistas. Holden sostuvo que la demanda fue un «esfuerzo para asustar a los conservadores de todo el país». Goldmark y su abogado, William L. Dwyer, argumentaron que él nunca había sido miembro o partidario del Partido Comunista. Tres semanas después de iniciado el juicio, el presidente John F. Kennedy fue asesinado, lo que provocó la preocupación de los demandantes de que el veredicto podría verse afectado por los rumores de que su asesino era marxista.

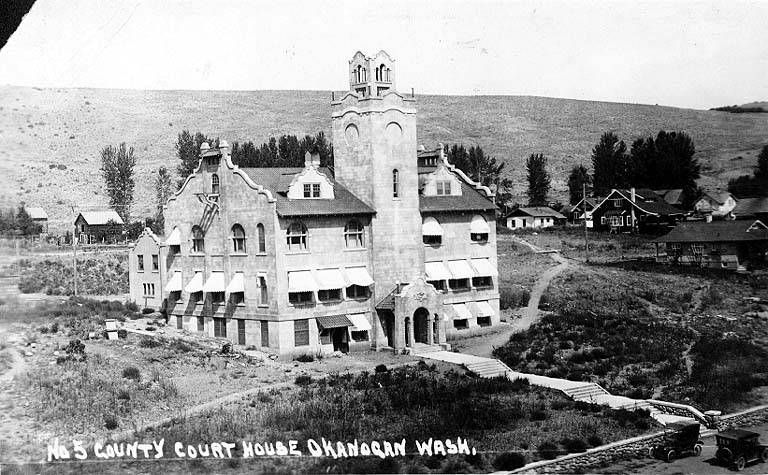
El palacio de justicia del condado de Okanogan alrededor de 1923.

Varios testigos prominentes testificaron a favor de ambas partes, y los acusados trajeron a varios expertos anticomunistas para hablar sobre la escala de la conspiración comunista, incluido el congresista Donald Jackson y los excomunistas John Lautner y Karl Prussion. Los acusados afirmaron que Goldmark y su esposa estaban en un matrimonio forzado comunista y que el hecho que Ringe escuchara música folk era evidencia de que todavía simpatizaba con la agenda comunista. Las acusaciones se extendieron a su hijo, Charles, quien asistió a Reed College, que recientemente había acogido una charla de Gus Hall, secretario del Partido Comunista. Herbert Philbrick, exespía del FBI, testificó que la ACLU era un frente comunista. Los demandantes llamaron a testigos que incluían al actor Sterling Hayden, el escritor Paul Jacobs, el senador Harry P. Cain, el representante estatal Slade Gorton y su hijo mayor.
El juicio duró 43 días y terminó con los abogados de los acusados argumentando en su declaración final que no había una conspiración para difamar a Goldmark y que simplemente habían estado haciendo campaña contra un funcionario electo. En su declaración final, el abogado defensor Joseph Wicks comparó el comunismo con una infección, similar a un perro con rabia, y preguntó cómo un comunista podía creer en Dios, lo que provocó que la religiosa Ringe abandonara la sala del tribunal llorando. Dwyer argumentó en nombre de los demandantes que la cuestión era justa y que los demandados fueron demasiado lejos al dañar la reputación de Goldmark.

### Decisión
El jurado deliberó durante cinco días, antes de fallar a favor de Goldmark en cinco de sus nueve reclamos el 22 de enero de 1964. Le otorgaron una indemnización de $ 40 000, una de las mayores cantidades otorgadas en el estado por un juicio por difamación. Ringe no recibió suma alguna por daños y perjuicios. Cada uno de los acusados fue declarado culpable, y Holden recibió la mayor cantidad de daños por su editorial, aunque el jurado no dictaminó que hubo una conspiración. El veredicto llegó a los titulares nacionales y recibió una cobertura favorable en periódicos como The Portland Oregonian, The Washington Post y la revista Time. Timothy Egan escribió que el juicio «le había hecho al temor rojo lo que el juicio de Scopes le había hecho (al menos temporalmente) al creacionismo».
Los acusados apelaron y el 18 de diciembre de 1964, Turner anuló la sentencia debido a un fallo de la Corte Suprema de los Estados Unidos en marzo de 1964. El tribunal había sostenido en el caso de New York Times contra Sullivan el 9 de marzo de 1964, que los funcionarios públicos no podían reclamar daños y perjuicios por comentarios sobre cualquier acción en relación con sus deberes oficiales a menos que hubiera prueba de malicia. Turner dijo que si bien el caso probó que los acusados afirmaron falsamente que Goldmark era comunista, no se probó que esto se hiciera con malicia. Los acusados consideraron esto una victoria, Canwell describió a Ringe como una lesbiana comunista, pero Goldmark decidió no apelar la decisión y solicitar un nuevo juicio porque su preocupación era probar que los cargos eran falsos, lo cual se había logrado.

## Últimos años y legado
Goldmark se retiró de la vida pública; la familia inicialmente regresó al rancho, pero en 1966, un caballo lo derribó y casi muere de hipotermia antes de que lo encontraran. Se rompió la cadera, lo que lo obligó a volver a aprender a caminar. Él y Ringe se mudaron a Madrona, Seattle, donde se convirtió en abogado litigante. Ringe trabajó para convertir una antigua estación de bomberos en una sucursal local de la Biblioteca Pública de Seattle y fue nombrada Rama Madrona-Sally Goldmark en su honor. Goldmark fue diagnosticado con cáncer linfático en 1973 y murió el 31 de octubre de 1979. Un programa de televisión documental titulado Suspect sobre su caso se emitió en KING-TV.
La esposa de Goldmark, Irma, murió en 1985, el mismo año en que, el 24 de diciembre, un extraño llamado David L. Rice asesinó a su hijo Charles, a su esposa Annie y a sus dos hijos en su casa. Rice creía que estaba librando una guerra contra el comunismo y había escuchado a través de una reunión de la sección local del Duck Club, una organización antisemita y anticomunista, que los Goldmark eran comunistas. Los abogados de Rice afirmarían en el juicio que había confundido a Charles con su padre, a quien el fundador de la sección de Seattle del Duck Club, Homer Brand, había descrito como el director regional del Partido Comunista. El segundo hijo de Goldmark, Peter, fue elegido Comisionado de Tierras Públicas del Estado de Washington en 2008.

## Lectura adicional
- Holloway, Carson (2022). «Rethinking Libel, Defamation, and Press Accountability». Claremont Institute (en inglés).
- Jonas, Frank H. (1963). «Political Slander in Election Campaigns». The Western Political Quarterly (en inglés) 16 (3): 15-20. ISSN 0043-4078. doi:10.2307/445254.
- Toy, Eckard V. (2004). «The Right Side of the 1960s: The Origins of the John Birch Society in the Pacific Northwest». Oregon Historical Quarterly (en inglés) 105 (2): 260-283. ISSN 0030-4727. doi:10.1353/ohq.2004.0054.